# Domingo Ortega
Pour les articles homonymes, voir Ortega.
 (décembre 2022).
Domingo Ortega, né le 25 février 1908 à Borox (Espagne, province de Tolède), mort le 8 mai 1988 à Madrid (Espagne), était un matador espagnol.

## Biographie

### Les premiers pas
Domingo Ortega, fils de petits paysans de Borox, village de la province de Tolède, vendait les oignons de l'exploitation familiale dans les villages alentour. C'est alors qu’il allait au marché qu’il donne ses premières passes à un toro échappé du duc de Veragua (l'élevage est à Borox) qui menace sa charrette. Par la suite, il participe à des capeas dans divers villages de la province de Tolède.

### Le déclic
Le 16 août 1928, Domingo Ortega assiste à une novillada dans le village voisin de Almorox. Le village est pauvre ; il n'y a que deux novillos pour un seul novillero. Celui-ci se fait blesser par son premier novillo. Domingo saute en piste, torée bien et tue encore mieux le second. Il est immédiatement embauché pour le lendemain où il endossera pour la première fois l’habit de lumières. 

### Sous la protection de Domingo Dominguín
Salvador García, un ancien torero, le remarque et avertit Domingo Dominguín, ex-matador lui aussi, devenu organisateur de corridas. Domingo Dominguín prend alors Ortega sous sa protection et le lance véritablement dans l’arène.

### Les années triomphantes
À ses débuts, il ne se fait pas remarquer, mais finit par éclater à Barcelone et prend une alternative triomphale en mars 1931. Son succès est alors foudroyant : il termine sa première saison en tête de l'escalafón avec 93 corridas. Avec l’argent amassé cette année-là, il achète une partie de l'élevage du duc de Veragua. L'année suivante, il est engagé dans 116 courses, mais ne pourra en faire que 91, en raison d’une blessure subie à Úbeda.
Il devient le torero préféré des aficionados puristes qui vantent sa dignité, son inflexibilité, sa sobriété, son « casticisme ». Le mot qui vient le plus souvent dans leur bouche à propos de sa tauromachie est dominio, « domination ». Il étend son pouvoir sur tous les toros ; sa muleta brise leur résistance et le paso doble qui lui est dédié loue son art sans l'ombre d'artifices : « Domingo Ortega / torero de merveille / ton style divin aveugle / autant que le soleil de Castille. » Certains lui reprocheront pourtant la monotonie de ses faenas sans coquetterie et de toréer trop souvent de la main droite. Il avait pourtant réussi à élever la trinchera, passe changée de la droite, au rang d'une passe noble.

### Fin de carrière
Il arrête sa carrière en 1954. Auparavant, il donna une conférence sur l'art taurin, à Madrid en 1950.

### Vie extra-tauromachique
Domingo Ortega ne fut pas seulement un grand matador : analphabète, il a grandi intellectuellement, en même temps qu'il combattait les toros. Alors qu’il était encore novillero, il avait demandé à l'instituteur de Borox de lui apprendre à lire. Puis il recourut aux services d'un professeur de littérature et d'un autre de sciences pour se forger une culture solide. Ses amis étaient des intellectuels : le philosophe José Ortega y Gasset, l’écrivain et journaliste José María de Cossío, le poète Gerardo Diego, le peintre Ignacio Zuloaga. Celui-ci fera de lui un portrait assez mélancolique sur fond de paysage castillan.
Mais des épreuves douloureuses traversent sa vie : la mort en 1944 de son épouse Marita, fille du marquis de Amboage, le massacre de ses toros par les « rouges » au début de la Guerre civile. Et à partir de 1939, « Manolete », son style hiératique et son halo « religieux » s'emparent de l'Espagne et rendent caduque la tauromachie rigoureuse et autoritaire d’Ortega.

## Carrière
- Débuts en public : 17 août 1928 à Almorox (Espagne, province de Tolède).
- Alternative : Barcelone (Espagne) le 8 mars 1931. Parrain, Gitanillo de Triana ; témoin, Vicente Barrera. Taureaux de la ganadería de Juliana Calvo.
- Confirmation d’alternative à Madrid : 16 juin 1931. Parrain, Nicanor Villalta. Taureaux de la ganadería de Julián Fernández.
- Premier de l’escalafón en 1931, 1932, 1933, 1934, 1936, 1937 et 1940.